# Privolni (Labinsk, Krasnodar)
Privolni (del ruso: Привольный) es un jútor del raión de Labinsk del krai de Krasnodar, en el sur de Rusia. Está situado en la orilla izquierda del río Kuksa, afluente del Labá, tributario del Kubán, 18 km al sureste de Labinsk y 159 km al sureste de Krasnodar, la capital del krai. Tenía 159 habitantes en 2010
Pertenece al municipio Vladímirskoye.